# Marith Hope
Marith Hope, född 1947, är en norsk  konstnär, konstkurator och administratör.
Hope är utbildad i konst och konstpedagogik i Storbritannien och har även mellomfag (kandidatexamen) i konsthistoria från Universitetet i Oslo. Hon har bland annat arbetat som chef för Buskerud Kunstnersenter 1981–1992. Sedan 1996 var hon programchef för Riksutstillinger, och från 2003 var hon direktör för samma institution.